# Aventuras Sentimentaes e Dramáticas do Senhor Simplício Baptista

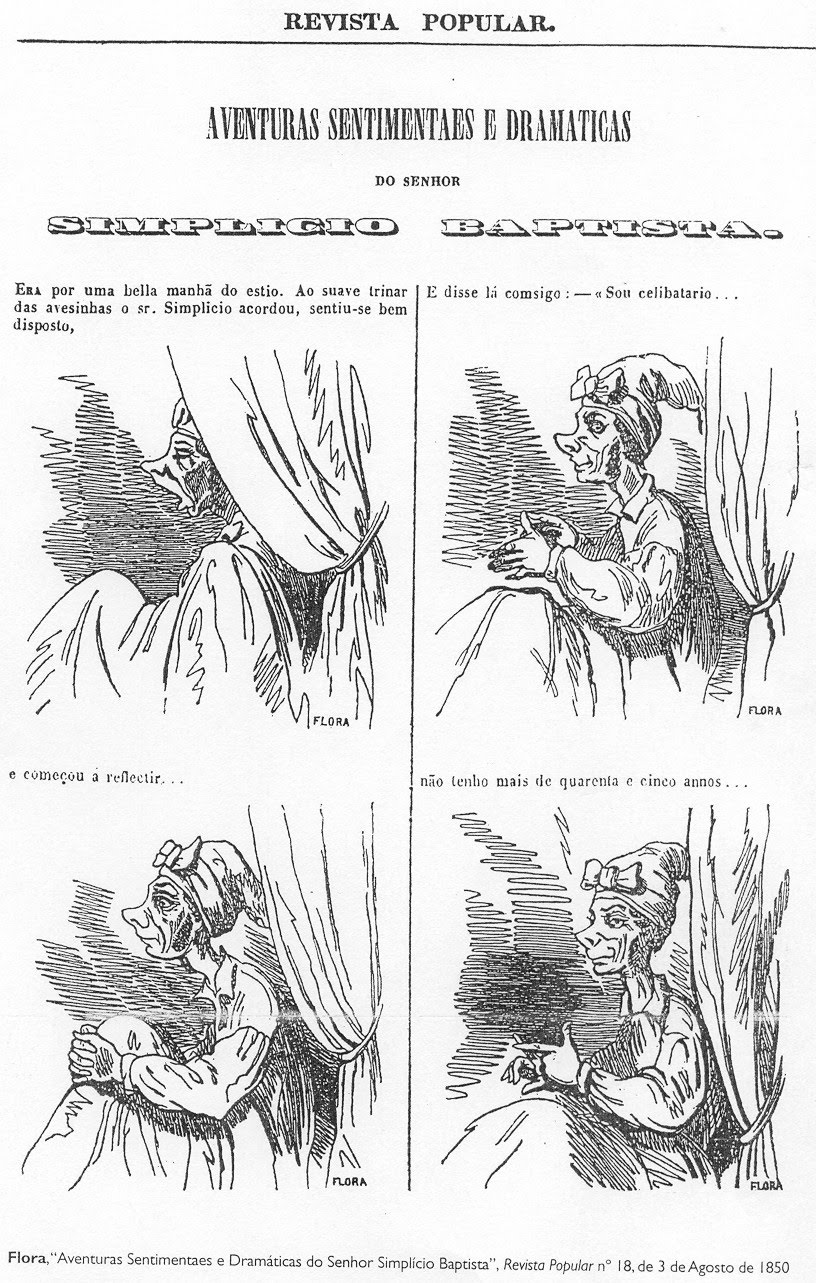
As Aventuras Sentimentaes e Dramáticas do Senhor Simplício Baptista, de Flora, a primeira história publicada de banda desenhada de Portugal.

As Aventuras Sentimentaes e Dramáticas do Senhor Simplício Baptista foi a primeira história de banda desenhada publicada em Portugal e uma das mais antigas do mundo. Foi publicada no número 18 da Revista Popular a 3 de agosto de 1850 sendo da autoria de Flora, um provável pseudónimo de António Nogueira da Silva (1830-1868).
A história foi publicada em tiras de duas vinhetas  ou sequência de quatro vinhetas, e contava de forma humorística as desventuras amorosas de um pinga-amor de meia idade. A história era uma importação e cópia abreviada de as Aventures Sentimentales et Dramatiques de Mr Verdreau publicada em França por Stop, entre 12 de janeiro de 1850 e 9 de fevereiro de 1850 no L’Illustration, Journal Universel.